# دهه ۷۷۰ (پیش از میلاد)
دهه ۷۷۰ (پیش از میلاد) ۷۷مین دهه قبل از مبدا شروع تقویم میلادی است.